# 家独行菜

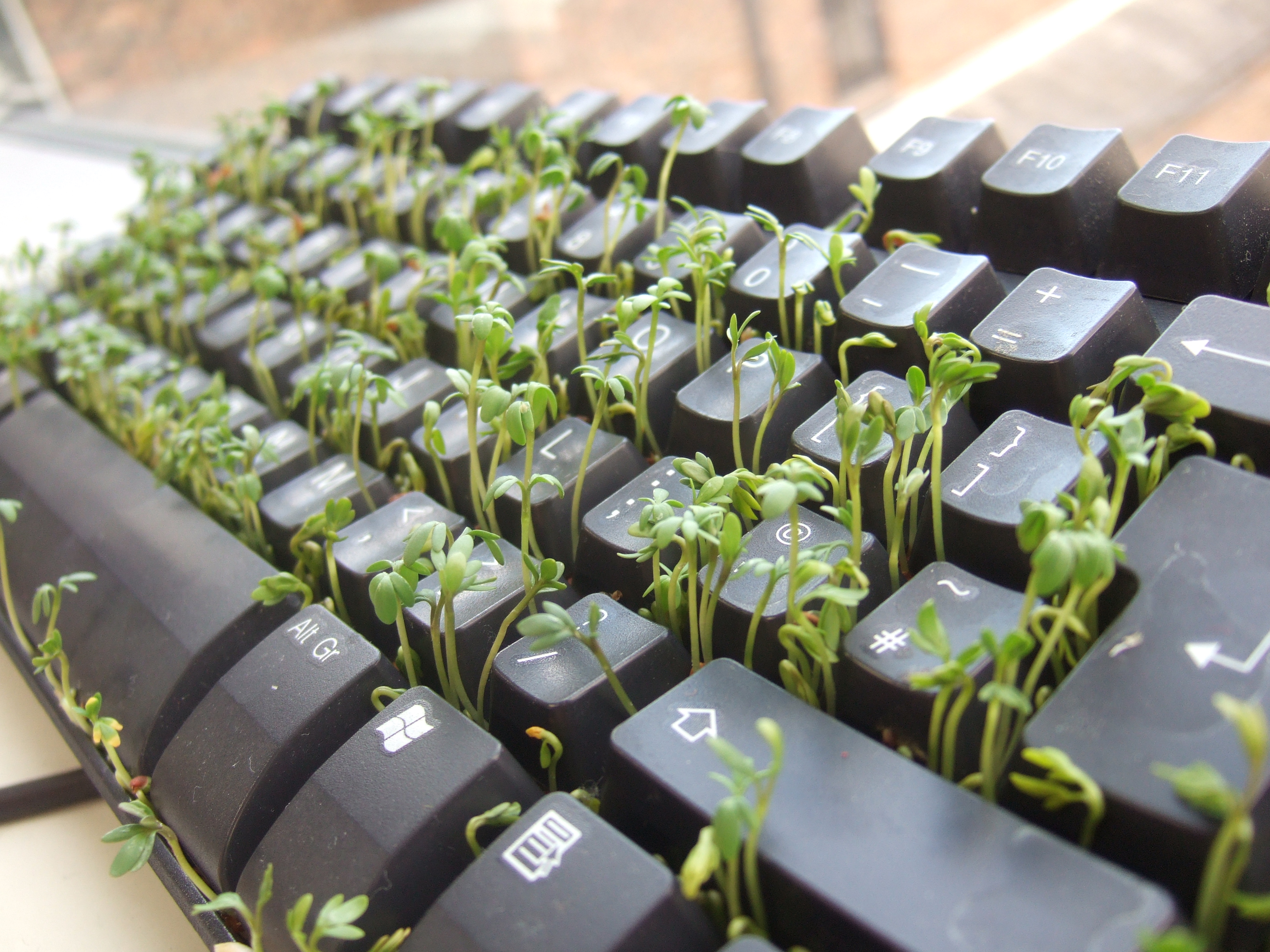
键盘缝中生长的家独行菜

家独行菜是十字花科独行菜属的植物，有时讹称水芹，与伞形科的真水芹相混淆。

## 分佈
本物種分佈於在非洲、欧洲、亚洲、印度以及中国大陆的新疆、山东、黑龙江、西藏、吉林等地，家独行菜已在英國、法國、荷蘭、斯堪地那維亞等地被普遍的種植，是人类一种重要的可食用绿色蔬菜，最典型作为配菜或作为叶菜类蔬菜。家独行菜被发现含有大量的铁、钙和叶酸、维他命A和C。

## 别名
维吾尔药中称其种子为台尔台孜（维吾尔语：تەرتىز，或译做台尔台子），另有艾比·日沙德（维吾尔语：ھەببى رىشات）、艾布日沙德等别名。有人认为，《回回药方》中的“亦西攀当”（波斯語：‎，意为“有香味的，芥末籽”）可以指家独行菜子，因为在维吾尔药中可用芥末籽代用之。另外有些维药文献记载的别名“吐胡米·赛番达尼”即波斯语‎，字面意思是“亦西攀当（芥类植物）的种子”，而别名“西攀当”、“西盘丹”等即上述的“亦西攀当”。